# 瑞雲寺 (美濃加茂市)
瑞雲寺（ずいうんじ）は岐阜県美濃加茂市加茂野町にある阿弥陀如来を本尊とする臨済宗妙心寺派の寺院で、山号は仏生山。中濃八十八ヶ所霊場75番札所である。
創建不詳の瑞雲寺が戦国時代に土岐氏の攻撃により廃絶し、本尊の阿弥陀如来の首のみ残されて小堂で祀られていたが、延享元年（1744年）瑞林寺13世渓巌分教を開山として瑞雲庵として復興した。さらに天明元年（1781年）に尼僧の祖密が庵室を設けて中興。その後改称して瑞雲寺となった。
本尊の阿弥陀如来の仏塔は平安時代の様式であるとされる。